# 叉枝蝇子草
叉枝蝇子草（学名：Silene pratensis ssp. divaricata）为石竹科蝇子草属下的一个亚种。

## 扩展阅读
- 維基物種上的相關：叉枝蝇子草